# 李纪章
李纪章（1923年—2017年7月19日），国家物资局副局长，国务院建筑业和基本建设管理体制改革领导小组成员。国务院、中央军委交通战备领导小组成员。

## 生平
1939年6月参加革命。1963年5月任国家物资管理总局综合计划局副局长、1964年9月任国家物资管理部综合计划局副局长。1978年7月起任国家物资总局副局长，1982年8月任国家经委代管的国家物资局副局长。1988年4月国家物资部成立后，任中国拆船总公司总经理。1989年12月离职休养。任中国拆船协会名誉会长。副部长级医疗待遇。